# Bernhard Häfner
Bernhard Rüdiger Häfner (* 17. Oktober 1943 in Penzberg) ist ein deutscher Internist und Sanitätsoffizier außer Dienst, zuletzt im Dienstgrad eines Generalstabsarztes der Luftwaffe der Bundeswehr.

## Leben
Nach dem Abitur in Bonn leistete Häfner ab 1. April 1963 Grundwehrdienst bei den Panzergrenadieren in Koblenz. Dort durchlief er die Ausbildung zum Reserveoffizier. 
Er erhielt ein Stipendium der Bundeswehr und konnte so ab 1964 an der Rheinischen Friedrich-Wilhelms-Universität Bonn Medizin studieren. An der Ruprecht-Karls-Universität Heidelberg bestand er 1969 das Staatsexamen und wurde er hier auch zum Dr. med. promoviert. Medizinalassistent war er in Heidelberg und Speyer. 
Als approbierter Arzt trat er 1970 wieder in die Bundeswehr. Als Stabsarzt durchlief er im Bundeswehrkrankenhaus München, im Kreiskrankenhaus Starnberg und im Malteserkrankenhaus Bonn die Ausbildung zum Internisten. In jener Zeit wurde er zum Oberstabsarzt befördert und in das Dienstverhältnis eines Berufssoldaten berufen.
Als Facharzt trat er Anfang 1976 seinen Dienst beim Generalarzt der Luftwaffe in Lohmar an. Wenig später zum Oberfeldarzt befördert, kam er als Adjutant zum Inspekteur des Sanitäts- und Gesundheitswesens. In seiner Folgeverwendung als Referent im Bundesministerium der Verteidigung (BMVg) war er mit wehrmedizinischer Grundsatzarbeit befasst. 1982 wechselte er als Dezernatsleiter und später als Abteilungsleiter in das Sanitätsamt. Als Oberstarzt war er ab 1985 wieder im BMVg und diente als Referatsleiter InSan I 1.
1989 übernahm er im BMVg die Leitung des Referates für Personalgrundsatz, Öffentlichkeitsarbeit und Haushalt, wobei diesem Referat durch den Mauerfall eine besondere Aufgabe zufiel. Diese bestand darin, die Sanitätsoffiziere der ehemaligen Nationalen Volksarmee in die Bundeswehr zu integrieren. Zusätzlich musste der Personalstellenumfang für Sanitätsoffiziere erhöht werden, wodurch die Neustrukturierung der Laufbahn der Sanitätsoffizieranwärter erforderlich war und die Öffnung aller Laufbahnen des Sanitätsdienstes für Soldatinnen unter seiner Leitung umgesetzt wurde.
1993 wurde er als Referatsleiter von P V 6, dann als Dezernatsleiter mit der ministeriellen Personalführung betraut. Zwei Jahre später kehrte er im Oktober 1995 als Unterabteilungsleiter InSan I in sein vorheriges Betätigungsfeld zurück. Als Generalarzt sorgte er für die Verbesserung der sanitätsdienstlichen Versorgung und für den vorbeugenden Gesundheitsschutz in den Streitkräften. 1997 zum Generalstabsarzt befördert, wurde er mit dem Amt des Stellvertreters des Inspekteurs des  Sanitätsdienstes und Chef des Stabes der Inspektion des Sanitätsdienstes im BMVg betraut. Er wurde 2002 in den Ruhestand versetzt.
Häfner engagierte sich im Wehrmedizinischen Beirat des Sanitäts- und Gesundheitswesens beim BMVg. Er ist römisch-katholisch, verheiratet und hat zwei Kinder.

## Auszeichnungen
- Verdienstorden der Italienischen Republik
- Ehrenkreuz der Bundeswehr in Silber (1983)
- Ehrenkreuz der Bundeswehr in Gold (1990)
- Verdienstkreuz am Bande des Verdienstordens der Bundesrepublik Deutschland  (1996)

## Werke (Auswahl)
- 40 Jahre im Dienste der Menschlichkeit. Humanitäre Aufgaben im Wandel der Zeit. In: Wehrmedizin und Wehrpharmazie, Heft 1, 2000, S. 24–28.
- Bundeswehr-Sanitätsdienst im Wandel der Zeit. In: Notfallmedizin, Heft 11, 2000, S. 514–517.

## Weblink
- Lebenslauf Bernhard Häfner. In: Wehrmedizinische Monatsschrift, 62. Jahrgang, Heft 11, 2. November 2018, S. 416.